# Ceclava Czapska
Ceclava Czapska (2 de gener de 1899 - 1 de desembre de 1970, Roma) va ser la més coneguda de les moltes impostores que van afirmar ser la gran duquessa Maria, filla de Nicolau II i Alexandra. No obstant això, ella mai va tenir cap pretensió pública, i va ser el seu net Alexis qui ho va afirmar.
Per demostrar la seva identitat el seu net presentava un document en francès, que suposadament li havia lliurat ella, que deia:
Declaro aquí que jo, Ceclava «Di Fonzo» Czapska, als ulls de la llei a Europa occidental he viscut, des de 1920, sota una falsa identitat, per la meva salvaguarda. Nascuda a Peterhof el 14 de juny de 1899, Maria Nicolaievna, filla de Ses Majestats (Nicolau II i Alexandra). El matí del 6 d'octubre de 1918, a la ciutat de Perm, on vam estar des del 19 de juliol, la meva mare i les meves tres germanes vam ser separades la una de l'altra i portades a un tren. Vaig arribar a Moscou el 18 d'octubre, on Georgi Txitxerin, cosí del comte Czapski, em va confiar al representant ucraïnès sota el cognom Czapski per partir amb tren militar cap a Kíev. Vaig estar protegida, a Kíev, pel general príncep Alexandre N. Dolgoruky, comandant d'Ucraïna i pare del meu legítim espòs príncep Dolgoruky, anomenat «Di Fonzo», qui va rebre aquesta identitat estesa a la meva persona per ordre de la reina Elena N. el 1920. En no tenir notícies de la meva germana Tatiana N. i en no tenir descendència la meva germana Olga, en la meva condició d'hereva natural al tron, institueixo com a hereu universal al meu únic net, fill de la meva filla primogènita Beatriu, Alexis, nomenant-lo com el meu únic successor, amb tots els meus drets, amb el patronímico de Romànov-Dolgoruky, per a ell només i la seva descendència, com tsarèvitx i gran duc.
Brussel·les, 10 de febrer de 1970, Maria Nicolaievna (comtessa Di Fonzo) Dolgoruky.»

## Sortida de Rússia i evacuació

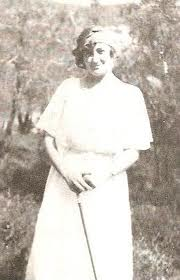
Ceclava o Maria el 1919

Segons la seva versió, la tsarina i les grans duquesses van ser traslladades des d'Ekaterimburg a Perm. Més tard, ella va ser portada a Moscou, arribant el 18 d'octubre de 1918, i va ser escortada fins a un apartament on es va reunir amb Georgi Txitxerin, ministre d'Afers exteriors soviètic, el qual la va informar que seria traslladada a Kíev. El cònsol de l'ambaixada d'Ucraïna a Moscou li va donar un passaport amb el nom de comtessa Ceclava Czapska, un títol nobiliari vinculat al comte Czapski, familiar de Txitxerin. El dia 30 d'octubre va abandonar Moscou amb direcció a Ucraïna.
Allà va ser protegida per govern de l'ataman Pavló Skoropadski, i sobretot pel general Alexandre Dolgorouky, comandant dels Exèrcits d'Ucraïna. Va conèixer a qui seria el seu futur espòs, el príncep Nicolau Dolgorouky, primogènit del general Alexandre, comprometent-se amb ell al palau de Mariinsky, el 14 de desembre de 1918, el mateix dia que l'ataman cedia els seus poders a causa de la pèrdua d'influència per la retirada de les tropes alemanyes, al general Alexandre, que va ser proclamat volodar (rei).
Quan l'ataman Simon Petliura es va alçar contra el volodar, Ceclava i Nicolau van fugir a Romania al costat de la germana d'aquest, Maiía Dolgoroukoya i el seu espòs, el príncep romanès Miquel Cantacuzino. A Romania van estar sota la protecció del rei Ferran I de Romania i la seva esposa la reina Maria. El 20 de gener de 1919, Ceclava i el príncep Nicolau Dolgorouky es van casar a l'església del Palau Reial de Sinaia, actuant com a testimonis els reis de Romania i algun membre de la família reial romanesa. El més probable és que de la cerimònia en pugui haver quedat constància a l'arxiu d'Estat d'aquell país, potser amb alguna indicació sobre la veritable identitat de la núvia.

## Viatge i estada a Itàlia i en altres llocs
Estant a Romania, van rebre una invitació del sultà Mehmed VI per refugiar-se a Constantinoble, a l'ambaixada d'Ucraïna a l'Imperi otomà. Després, el ministeri d'Afers Exteriors del regne d'Itàlia, per ordre dels reis d'Itàlia, Víctor Manuel III i Elena, els van enviar via valisa diplomàtica uns passaports a nom de Nicolau i Cecília (Ceclava en italià) Di Fonzo, comtes Di Fonzo. Com a ciutadans italians, el matrimoni va viatjar per alguns llocs d'Europa, com Bucarest, Roma, Anvers i Berlín. Es van instal·lar provisionalment a Anvers, sota la protecció del cardenal Desiderio José Mercier. Entre 1924 i 1926, Nicolau va viatjar als Estats Units, i el 10 de febrer de 1927, va néixer a Anvers la primera filla del matrimoni, Olga Beatriu Di Fonzo (Dolgorouky).
Uns mesos després, l'1 de novembre, la família Dolgorouky (sota la identitat Di Fonzo), es va traslladar al Congo Belga amb una petita comitiva formada per diverses persones de la seva confiança, com el comte Ralgine, antic gentilhome de l'emperadriu Alexandra Fiódorovna. Romandran allà durant deu anys, vivint de la fortuna del príncep Nicolau que guardava en bancs europeus i americans. El 15 d'octubre 1930 va néixer la segona i última filla de la parella, Julia Iolanda Di Fonzo (Dolgorouky).
Cecília Di Fonzo va morir l'1 de desembre de 1970 a Roma.

## Prova ADN d'identitat
Després de la dissolució de la URSS, es va ubicar el lloc on es trobava enterrada la família imperial. El 1991 es van exhumar els cossos, però entre les restes no es trobaven ni Maria ni Alexei. La gran duquessa, al costat de la resta de la família, va ser canonizada com a màrtir per l'Església ortodoxa en l'exili l'any 2000.